# Vila Senta
Vila Senta se nachází v Karlových Varech na okraji čtvrti Westend v ulici Krále Jiřího 1263/29. Pochází z roku 1925.

## Historie
Roku 1914 se zdravotní rada a primář karlovarské nemocnice Ludwig Knöspel rozhodl postavit si vlastní vilu. Situační plán byl schválen v březnu téhož roku a již 30. června byl architektem E. Hermannem Martinem zpracován projekt. Dne 28. července však vypukla první světová válka, čímž byly plány na realizaci stavby zastaveny. K myšlence na stavbu se Ludwig Knöspel vrátil v roce 1921. Původní projekt upravil karlovarský stavitel Karl Fousek v lednu 1924 a stavba pak byla realizována v letech 1924–1925.
V říjnu 1925 byl do vily instalován elektrický výtah Jung & Rachel z Ober Rosenthalu, dnes Horní Růžodol.
Po druhé světové válce byla vila znárodněna.
V roce 2014 byla zapsána do Programu regenerace Městské památkové zóny Karlovy Vary 2014–2024 do kapitoly Seznam navrhovaných objektů k zápisu do Ústředního seznamu nemovitých kulturních památek na území MPZ Karlovy Vary.
V současnosti (leden 2021) je objekt bytovým domem v majetku společenství vlastníků jednotek.

## Popis
Třípatrová vila se nachází na okraji čtvrti Westend v ulici Krále Jiřího 1263/29. Je příkladem pozdní secese a moderny s kombinací místního dekorativního umění.